# Patty Guggenheim
Patty Guggenheim es una comediante, escritora y actriz estadounidense. Miembro de la compañía de comedia The Groundlings, como actriz es conocida por su papel como Madisynn King en She-Hulk: Attorney at Law.

## Carrera
Como comediante, Guggenheim formó parte de la compañía principal de la compañía de comedia The Groundlings. Apareció en Curb Your Enthusiasm en el 2021. Tuvo papeles menores como actriz en Reno 911!, Mr. Mayor, Superstore, The Middle, Modern Family y Splitting Up Together. Tuvo papeles regulares en la serie de comedia Florida Girls de Pop TV y en Mary+Jane de MTV. Guggenheim también guionizó y actuó en Barely Famous y, además, prestó su voz a Patty Mime en SuperMasion.
Guggenheim apareció en 2022 en She-Hulk: Attorney at Law de Disney+, interpretando a Madisynn King, una chica fiestera y asistente involuntaria de un mago que entabla una amistad poco probable con Wong, interpretado por Benedict Wong. El personaje se convirtió en un favorito de los fanáticos y se han hecho llamados para que Guggenheim y Wong tengan su propia secuela de la serie , o una serie derivada protagonizada por Guggenheim junto con Jameela Jamil, quien interpreta a Titania en la serie. La directora de Florida Girls y She-Hulk: Attorney At Law, Kat Coiro comentó que los piques de Guggenheim y Wong sobre temas como Los Soprano y los cócteles fueron improvisados y sin guion, y Coiro dijo: "Eso vino puramente de la química cómica de los actores y nosotros dijimos: 'Tenemos que enfocar algunas cámaras hacia estos dos porque son muy divertidos". Coiro también comentó sobre la frecuencia con la que ha trabajado con Guggenheim y por qué, diciendo: "No voy a ningún lado sin esa mujer. Es un genio de la comedia. vino y audicionó para nosotros, y todos [viendo esa audición] estaban llorando de risa. Lágrimas corriendo por sus rostros".
Guggenheim fue, durante un tiempo, una de las pocas actrices verdaderamente contemporáneas en entrar en el Universo Cinematográfico de Marvel, lo que llevó a que TVLine la nombrase intérprete de la semana.

## Vida personal
Guggenheim declaró a la prensa que vive en el antiguo departamento en Los Ángeles de Chris Hemsworth, también miembro del Universo Cinematográfico de Marvel (UCM), y que sigue recibiendo su correspondencia. Se graduó en la Universidad de Indiana.